# Risum-Lindholm
Risum-Lindholm település Németországban, Schleswig-Holstein tartományban. Lakosainak száma 3918 fő (2023. december 31.).

## Népesség
A település népességének változása:
| Lakosok száma | 2949 | 3776 | 3798 | 3868 | 3909 | 3918 |
|               | 1975 | 2017 | 2019 | 2021 | 2022 | 2023 |